# Filmfare Award South de la meilleure carrière
Le Filmfare Award South de la meilleure carrière (en anglais : Filmfare Lifetime Achievement Award – South), est une récompense du cinéma indien, remis par le magazine indien Filmfare, à l'occasion de la cérémonie des Filmfare Awards South. Il s'agit d'un prix spécial qui récompense la carrière d'un artiste. 

## Lauréats
| Année | Image                | Lauréat(e)                      | Réf.  |
| ----- | -------------------- | ------------------------------- | ----- |
| 1983  |                      | S. P. Balasubrahmanyam          | [ 1 ] |
| 1984  |                      | Sowcar Janaki (en)              |       |
| 1985  |                      | Sivaji Ganesan                  |       |
| 1986  |                      | Thikkurissy Sukumaran Nair (en) |       |
| 1987  |                      | Bhanumathi Ramakrishna (en)     |       |
| 1988  |                      | Akkineni Nageswara Rao (en)     |       |
| 1989  |                      | Ilayaraja                       |       |
| 1990  |                      | Padmini                         |       |
| 1991  |                      | M. T. Vasudevan Nair (en)       |       |
| 1992  |                      | L. V. Prasad (en)               | ,     |
| 1993  |                      | Gemini Ganesan                  | [ 4 ] |
| 1994  |                      | Kailasam Balachander            |       |
| 1994  | K. Viswanath (en)    |                                 |       |
| 1994  | B. Saroja Devi (en)  |                                 |       |
| 1994  | Madhu (en)           |                                 |       |
| 1994  | Hrishikesh Mukherjee |                                 |       |
| 1994  | Soumitra Chatterjee  |                                 |       |
| 1995  |                      | Nagesh (en)                     | [ 5 ] |
| 1995  | Manorama (en)        |                                 | [ 5 ] |
| 1996  |                      | Krishna (en)                    | [ 6 ] |
| 1996  | -                    | Sharada                         | [ 6 ] |